# 도다 가쓰시게

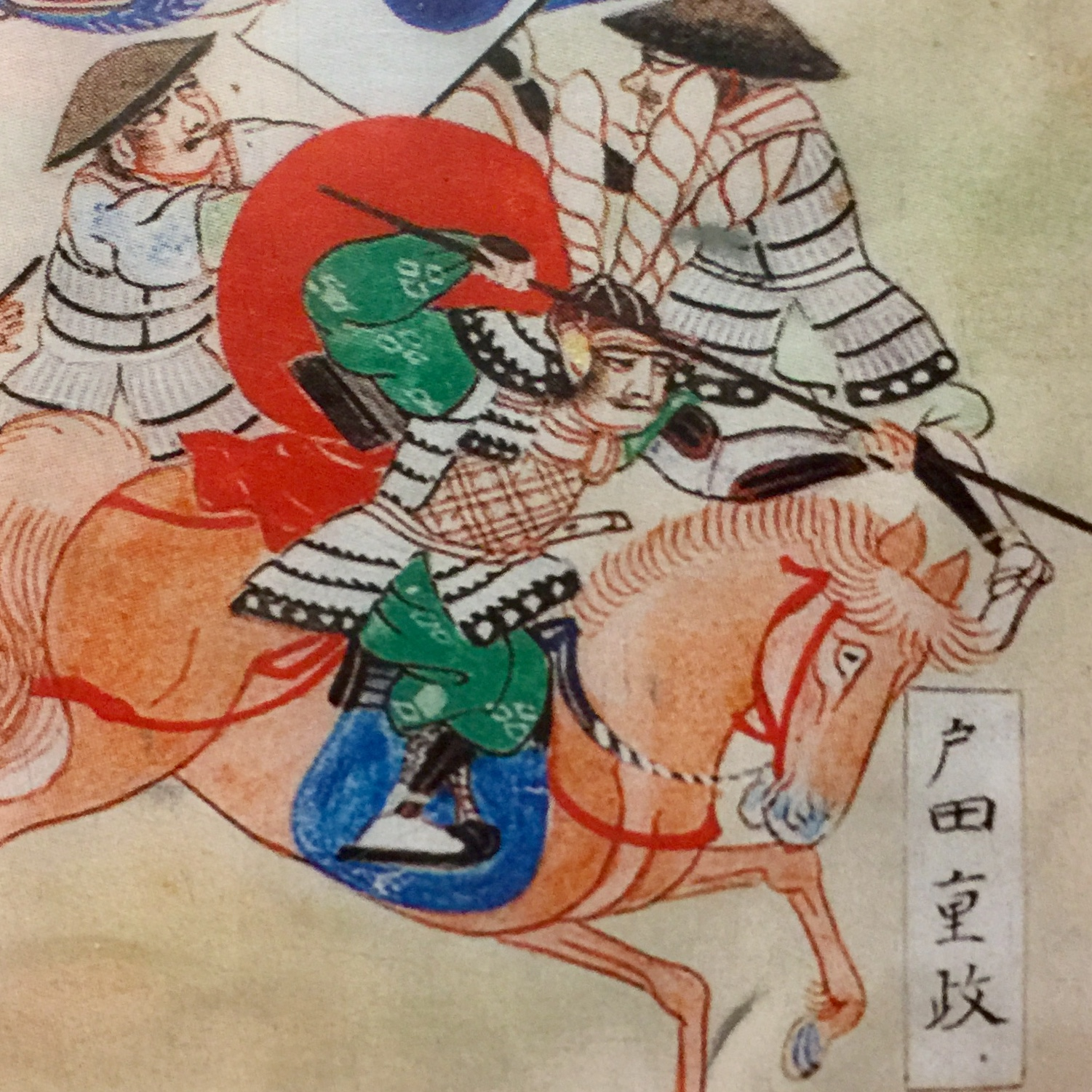

도다 가쓰시게(일본어: 戸田勝成, 생년 미상 ~ 게이초 5년 음력 9월 15일(1600년 10월 21일)는 센고쿠 시대로부터 아즈치 모모야마 시대까지의 무장, 다이묘이다. 통칭은 한자에몬, 무사시노카미. 자식은 나이키가 있다. 형은 도다 가쓰타카.